# Святослав Владимирович (князь переяславский)
Святослав Владимирович (ум. 6 марта 1114) — князь смоленский (до 1113), переяславский (1113—1114), третий из восьми сыновей Владимира Мономаха.

## Биография
В 1095 году Владимир Мономах, ведя в Переяславле переговоры с половецким ханом Итларом, отдал Святослава половцам в качестве заложника. Ночью Святослав был выкраден из половецкого лагеря, а половцы перебиты.
В период княжения своего отца в Переяславле был его наместником в Смоленске. После смерти в 1113 году Святополка Изяславича и занятия великого княжения Владимиром Мономахом Святослав стал наместником отца в Переяславле, а его место в Смоленске занял Вячеслав Владимирович. После смерти Святослава в 1114 году переяславским князем стал Ярополк Владимирович.
Сведений о семье и потомках Святослава не сохранилось.